# Hydrolycus scomberoides
Hydrolycus scomberoides és una espècie de peix de la família dels cinodòntids i de l'ordre dels caraciformes que es troba a la conca del riu Amazones.
És un peix d'aigua dolça i de clima tropical (24 °C-28 °C). Els mascles poden assolir 117 cm de longitud total i 17,8 kg de pes.